# اعتلال العضلة القلبية بعدم الانضغاط

اعتلال العضلة القلبية بعدم الانضغاط (إن سي سي) هو مرض وراثي نادر يصيب العضلة القلبية ويؤثر على كل من الأطفال والبالغين. ينتج المرض عن شذوذ في تطور العضلة القلبية في مرحلة ما قبل الولادة.
خلال مراحل تطورها، تكون الغالبية العظمى من العضلة القلبية شبكة شبيهة بالإسفنج مكونة من الألياف العضلية القلبية المتشابكة. مع تقدم التطور الطبيعي، تخضع هذه البنى الترابيقية للرص بشكل كبير ما يحول قوامها إلى شكل صلب بدل الإسفنجي. تظهر هذه العملية بوضوح في البطينين على وجه الخصوص، وبشكل أوضح في البطين الأيسر.
يحدث اعتلال العضلة القلبية بعدم الانضغاط عندما تفشل عملية انضغاط الألياف العضلية القلبية هذه. بما أن آثار غياب الانضغاط واضحة بشكل خاص في البطين الأيسر، يمكن دعوة هذا المرض أيضًا باسم عدم انضغاط البطين الأيسر. وُضعت فرضيات ونماذج أخرى لتفسير هذا المرض، لكن الأكثر قبولًا بينها هو نموذج عدم الانضغاط.
تختلف الأعراض فيما بينها بشكل كبير من ناحية شدة المرض. تنتج في معظمها عن ضعف قدرة القلب على ضخ الدم. يمكن أن يرتبط هذا المرض باضطرابات أخرى في القلب وبقية أجزاء الجسم.

## الأعراض والعلامات
تختلف الأعراض الملاحظة لدى المرضى بشكل كبير. يمكن أن تُشخص إصابة الشخص بهذا المرض دون أن يعاني من أعراضه على الإطلاق. بشكل مشابه، يمكن أن تصل الإصابة إلى القصور القلبي الشديد، والذي قد لا يظهر واضحًا إلا في مراحل متقدمة من الحياة مع أن هذا المرض وراثي في الحقيقة. لوحظت اختلافات في الأعراض التي يعاني منها الأطفال والبالغون إذ يميل البالغون للإصابة بقصور القلب أما الأطفال فيعانون عادة من نقص الوظيفة الانقباضية.
تشمل الأعراض الشائعة المرتبطة بنقص الفعالية الانقباضية للقلب ما يلي:
- الزلة التنفسية.
- التعب.
- توذم وانتفاخ الكاحلين.
- نقص الفعالية الجسدية وتحمل التمارين الرياضية.

هناك حالتان مرضيتان تلاحظان بشكل أوضح في اعتلال العضلة القلبية بعدم الانضغاط هما: اللانظميات القلبية التسرعية التي تؤدي إلى الموت القلبي المفاجئ، وتخثر الدم داخل القلب.

### الاختلاطات
يمكن أن يؤدي اعتلال العضلة القلبية بعدم الانضغاط إلى اختلاطات مرضية أخرى تصيب القلب وبقية أجزاء الجسم. لا يمكننا اعتبارها اختلاطات شائعة بالضرورة، كما لم تثبت أية ورقة علمية معدل ترافقها مع هذا الاعتلال:
- الاختلاطات القلبية:
  - شذوذات منشأ الشريان الإكليلي الأيسر.
  - رتق الصمام الرئوي.
  - التضيق الرئوي.
  - انسداد مخرج البطين الأيمن أو الأيسر.
  - نقص تنسج البطين الأيسر.
  - قصور الصمام التاجي.
- الاختلاطات العصبية العضلية:
  - سوء التغذية العضلي لبيكر.
  - الاعتلال العضلي المتقدري.
  - الاعتلال العصبي العديد والاعتلال العضلي الاستقلابي.
- اختلاطات وراثية:
  - سوء التغذية العضلي لإميري درايفوس.
  - اعتلال العضلة القلبية العضلي الأنبوبي.
  - متلازمة بارث.